# Кабунакама
Кабунакама (яп. 株仲間, «общество с акциями») — разновидность купеческих и ремесленных монополистических объединений в Японии конца XVII — середины XIX века период Эдо.
По форме кабунакама напоминали средневековые цеха и гильдии или картели нового времени. Членство в кабунакама определялось наличием у купцов или ремесленников «акций» (кабу) определённого объединения.
Изначально кабунакама были частными организациями, однако со средины XVIII века получили официальный патронат сёгуната Токугава и ханских правительств. За уплату большого налога мёгакин (яп. 冥加金 мё:гакин) последним получали право монопольно изготавливать и торговать определённым видом товаров на определённой территории.
Время формирования наибольшего количества кабунакама пришлось на «время Танумы». Они были прототипом японских акционерных обществ XIX века.